# 3402 Wisdom
3402 Wisdom è un asteroide areosecante. Scoperto nel 1981, presenta un'orbita caratterizzata da un semiasse maggiore pari a 2,1312374 UA e da un'eccentricità di 0,2799521, inclinata di 4,85400° rispetto all'eclittica.
L'asteroide è dedicato all'astronomo statunitense Jack Wisdom.